# Doug Spearman
Doug Spearman (Washington, D.C., 3 de setembre de 1962) és un actor estatunidenc. Els més destacats de la seva carrera inclouen treballs en programes de televisió com Noah's Arc, Star Trek Voyager, The Drew Carey Show, The Hughleys, Charmed, Gideon's Crossing, MAD TV, Girlfriends i Profiler.
Spearman va créixer a Hyattsville (Maryland) i va estudiar a la Universitat d'Indiana. Ha protagonitzat produccions com l'estrena nord-americana del drama SIDA The Ice Pick, The Men's Room, Moscow, The Bullpen Boys, A Few Good Men, i l'estrena mundial de la producció de South Coast Repertory The Hollow Lands. Doug va coprotagonitzar la pel·lícula Cradle 2 the Grave amb Jet Li i DMX i Any Day Now amb Alan Cumming i Frances Fisher.
A la televisió, Spearman va interpretar el professor Chance Counter a la sèrie innovadora Noah's Arc a LOGO i el llargmetratge que continua el la història de la sèrie; Noah's Arc: Jumping the Broom.
Spearman també va treballar com a escriptor/productor/director i director creatiu a ABC, CBS, NBC, UPN, Soapnet, BET, Logo TV i E! Entertainment Television creant més de 2.000 promocions de televisió i campanyes publicitàries multiplataforma i estratègies de màrqueting en la seva carrera.
El 2006, Spearman va crear una companyia de producció i desenvolupament de televisió i cinema anomenada The Ogden Group Entertainment. Aquell any també va produir i dirigir el seu primer documental, "Aretha", sobre la vida de la reina del soul, Aretha Franklin, que es va emetre el gener de 2007. El 2009 el Directors Guild of America va encarregar a Doug escriure una pel·lícula titulada Pirates 3.0. La pel·lícula va ser produïda per Randal Kleiser i dirigida per Jeremy Kagan i rodada íntegrament al solar de Warner Brothers.
Va escriure i dirigir els llargmetratges Hot Guys with Guns (2013) i From Zero to I Love You (2019).
Spearman ha estat guardonat amb molts premis, inclòs un Premi al Lideratge de la Campanya de Drets Humans que es va presentar davant el Senat dels Estats Units; el premi Connie Norman de C.S.W. pels èxits destacats en el foment de la unitat racial, ètnica, religiosa i de gènere dins de la comunitat LGBT; El Premi Advocacy de la United Teachers Association; i un premi a la imatge de la Jordan Rustin Coalition a Los Angeles.

## Vida personal
És gai.